# Януш Францішек Радзивілл
Януш Францішек Радзивілл (пол. Janusz Franciszek Radziwiłł; 3 вересня 1880 — 4 жовтня 1967) — політичний діяч, дипломат часів Німецької імперії та Другої Речі Посполитої, 14-й та останній Олицький ординат.

## Життєпис
Походив з спольщеного литовського князівського роду Радзивіллів гербу Труби. Молодший син князя Фердинанда Фредеріка Радзивілла, члена рейхстагу, та Пелагеї Сапіги. Народився 1880 року у Берліні. Закінчив престижну гімназію Каролеум в Оснабрюку. Потім він вивчав лісове господарство в Еберсвальді. Згодом відвідував факультети з права в Берлінському університеті. У 1903 році купив Неборівський маєток, що згодом став його резиденцією. 1905 року одружився з представницею роду Любомирських. У 1906 році після смерті брата Кароля Фердинанда набув право на спадкування Олицької ординації.
Перед початком Першої світової війни разом з родиною мешкав в Олицькому замку на Волині, що тоді належала Російській імперії. Невдовзі перейшов кордон, перебравшись до Німецької імперії. Був членом уряду Польського Королівства, створеного в 1916 році після окупації Німеччиною і Австро-Угорщиною Польського царства, що належало Російській імперії. У 1917 році повернувся до Олики. Після революції в Російській імперії Януша Радзивілла було обрано членом Ради робітничих та солдатських депутатів Олиці, але невдовзі тут гору взяли більшовики. Тому Радзивілл вимушений був тікати до Швеції, а звідти перебрався до Берліну й Варшави. З 4 квітня до 26 вересня 1918 року був міністром закордонних справ уряду Королівства Польського.
У листопаді 1918 року після капітуляції Німеччини підтримав дії Юзефа Пілсудського з відновлення незалежної Польської держави. У 1919 році призначається послом Польщі у Лондоні. У 1920 році стає міністром закордонних справ (до 1921 року). 1926 року під час зустрічі з Пілсудським обіцяв тому підтримку монархічних та консервативних кіл. У 1927 році стає членом організації «Безпартійний блок співробітництва з урядом». У 1928 році обирається депутатом Сейму (обіймав цю посаду до 1935 року), був головою Комітету закордонних справ. Загалом підтримував політику санації.
У 1934 році відмовив Пілсудському зайняти посаду посла у Німеччині, оскільки вважав безперспективним налагодження гарних стосунків з нацистами. 1935 року на прохання міністра закордонних справ Юзефа Бека встановив гарні стосунки з Германом Герінгом, з яким разом полював у Рудницьких лісах, де домовлявся про зустріч керівництва Німеччини та Польщі.
У 1935 році стає сенатором республіки. 1937 року стає членом партії Табір національного об'єднання (прихильників політики Ю. Пілсудського). З початком вторгнення у 1939 році німецьких та радянських військ до Речі Посполитої Радзивілл опинився у східних областях. Тут його схопили співробітники НКВС і разом з сином Едмундом відправили до Луб'янської в'язниці (Москва). Усі маєтності конфісковано радянською владою (окрім тих, що залишилися в німецькій окупації, зокрема Неборів). Через 3 місяці на прохання італійської королівської родини Радзивілла було звільнено.
Наприкінці 1939 року перебирається до Варшави (з погодження радянської влади). На початку 1940 року він виїхав до Берліна, щоб домогтися зниження масштабу гітлерівських репресій в Польщі. У 1940 році Радзивілл двічі відвідав резидент радянської розвідки в Берліні Амаяк Кобулов. Втім Кобулову не давали ніяких інструкцій щодо оперативного використання Януша Радзивілла, оскільки керівництво НКВС не вірило у щирість Радзивілла.
Радзивілл брав участь в діяльності Комітету Громадської взаємодопомоги, співпрацював з Центральною Опікунською Радою і Делегатурою польського емігрантського уряду, сприяв в справах заарештованих поляків. Після Варшавського повстання 1944 року Януша Радзивілла було заарештовано і ув'язнено разом з дружиною до в'язниці Моабіт. Після несподіваного звільнення, вже в листопаді 1944 року, оселився в Неборові.
У 1945 році після вторгнення до Польщі радянських військ рештки маєтностей Радзивілла було конфісковано, а його з дружиною арештовано у січні того ж року. Його було відправлено під домашній арешт на конспіративну квартиру і разом з агентом Павлом Судоплатовим під виглядом перекладача брав участь у зустрічі з Вільямом Гарріманом, послом США (Радзивілл був знайомий з останнім з 1930-х років).
У 1947 році відпущено до Польщі, де знову арештовано — тепер Міністерством громадської безпеки Польської Народної Республіки. Втім згодом звільнено. Після цього мешкав у Варшаві до самої смерті. 1955 року отримав закордонний паспорт і право відвідувати сина й доньку, що мешкали у Великій Британії та Іспанії відповідно.
Помер Януш Францішек Радзивілл у 1967 році. Спочатку поховано у костелі бернардинців, але у 1972 році перепоховано у склепі Радзивіллів у Вілануві.

## Родина
Дружина — Анна Марія, донька Станіслава Міхал Генріка Любомирського
Діти:
- Едмунд Фердинанд (1906—1971)
- Христина Марія Пелагея (1908—1930), дружина графа Юзефа Потоцького
- Людвік Фердинанд (1911—1929)
- Станіслав Альбрехт (1914—1976), 1-ша дружина з 1940 року графиня Роза де Монлеон (нар. 1914), 2-га дружина з 1946 року Грейс Колін (нар. 1923), 3-тя дружина з 1959 року Лі Бувʼє.